# Jakowlew
Das Jakowlew-Experimental-Konstruktionsbüro (OKB-115) in Moskau war ein sowjetischer Hersteller von Flugzeugen und Hubschraubern. Es wurde 1934 von Alexander Sergejewitsch Jakowlew gegründet. 1992 wurde das Büro privatisiert und in die Yak Aviation Company überführt. Seit Ende des Jahres 2006 gehört Jakowlew zum neu gegründeten russischen Luftfahrtkonsortium OAK.

## Geschichte
In den 1930er-Jahren lag der Schwerpunkt des Büros auf der Konstruktion von Sport- und Schulflugzeugen. Die zweisitzige UT-2 war mit 7243 Exemplaren das meistgebaute Flugzeug des OKB Jakowlew in dieser Zeit.
Im Zweiten Weltkrieg entwickelte Jakowlew die Jagdflugzeugserie Jak-1 bis Jak-9, die in mehreren tausend Exemplaren hergestellt wurde. Nach dem Kriegsende baute Jakowlew mit der Jak-15 neben der MiG-9 das erste Serien-Turbinenjagdflugzeug der Sowjetunion. In der Zeit des Kalten Krieges spezialisierte sich das Konstruktionsbüro sowohl auf Abfangjagdflugzeuge (zum Beispiel Jak-25) als auch weiterhin auf Schul- und Sportflugzeuge (Jak-18).

## Flugzeugtypen
- Jakowlew UT-1 Schulflugzeug
- Jakowlew UT-2 Schulflugzeug
- Jakowlew Ja-1 Awietka
- Jakowlew Ja-2
- Jakowlew Ja-3 Pionerskaja Prawda
- Jakowlew Ja-4
- Jakowlew Ja-6
- Jakowlew Ja-7

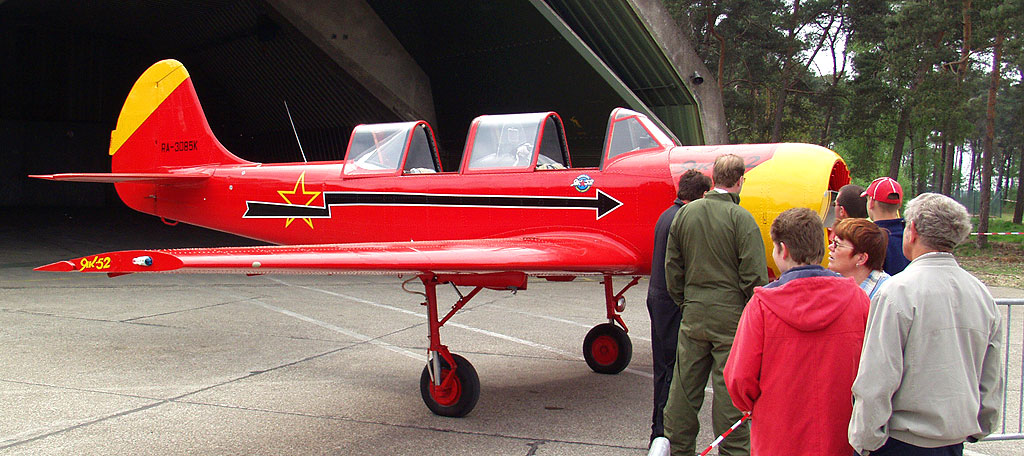
Jak-52

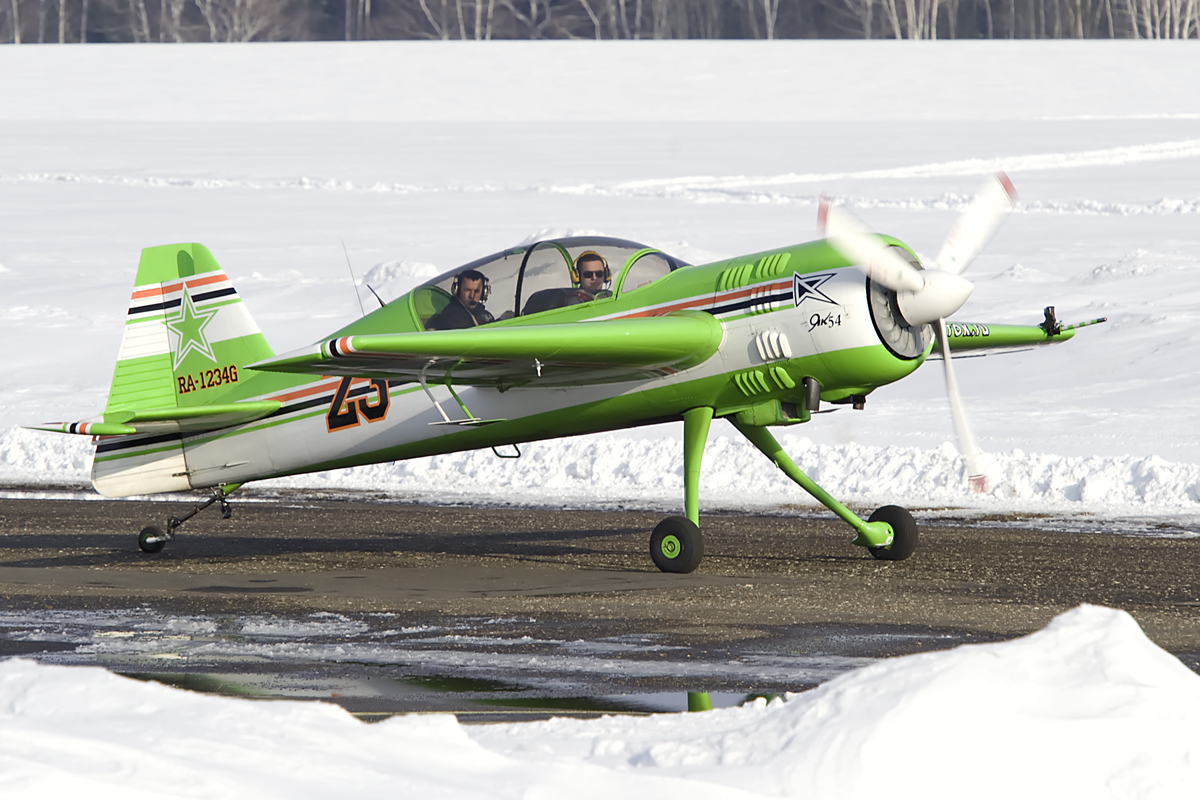
Jak-54 (RA-1234G)

- Jakowlew Jak-1 (1941) Jagdflugzeug
- Jakowlew Jak-2 Aufklärungsflugzeug
- Jakowlew Jak-3 (1944) Jagdflugzeug
- Jakowlew Jak-4 Bomben- und Aufklärungsflugzeug
- Jakowlew Jak-6 Mehrzwecktransporter und Nachtbombenflugzeug
- Jakowlew Jak-7 Jagdflugzeug
- Jakowlew Jak-9 (1943) Jagdflugzeug
- Jakowlew Jak-10 Verbindungsflugzeug
- Jakowlew Jak-11 Schuljagdflugzeug
- Jakowlew Jak-12 kleines Mehrzweckflugzeug
- Jakowlew Jak-13 Verbindungsflugzeug
- Jakowlew Jak-14 Lastensegler
- Jakowlew Jak-15 Jagdflugzeug
- Jakowlew Jak-16 Verkehrsflugzeug
- Jakowlew Jak-17 Jagdflugzeug
- Jakowlew Jak-18 Schulflugzeug
- Jakowlew Jak-19 Jagdflugzeug
- Jakowlew Jak-20 Schulflugzeug
- Jakowlew Jak-23 Jagdflugzeug
- Jakowlew Jak-24 Hubschrauber 1953
- Jakowlew Jak-25 Abfangjäger
- Jakowlew Jak-26
- Jakowlew Jak-27 Mehrzweckjäger
- Jakowlew Jak-28 Mehrzweckjäger
- Jakowlew Jak-30 Frontjagdflugzeug / Strahltrainer
- Jakowlew Jak-32
- Jakowlew Jak-36 Senkrechtstarter
- Jakowlew Jak-38 Senkrechtstarter
- Jakowlew Jak-40 Verkehrsflugzeug
- Jakowlew Jak-41 Kampfflugzeug / Senkrechtstarter
- Jakowlew Jak-42 Verkehrsflugzeug
- Jakowlew Jak-44 Frühwarnflugzeug (Projekt)
- Jakowlew Jak-50 Sportflugzeug für den Kunstflug
- Jakowlew Jak-52 Schulflugzeug
- Jakowlew Jak-54 Sportflugzeug für den Kunstflug
- Jakowlew Jak-55 Sportflugzeug für den Kunstflug
- Jakowlew Jak-58
- Jakowlew Jak-112 Kleinflugzeug
- Jakowlew Jak-130 Strahltrainer
- Jakowlew Jak-141 Kampfflugzeug / Senkrechtstarter
- Jakowlew Jak-142 Weiterentwicklung der Jak-42
- Jakowlew Jak-152 Schulflugzeug (in Entwicklung)

## Helikoptertypen
- Jakowlew Jak-24
- Jakowlew EG, Erstflug 1947
- Jakowlew Jak-100 (Erstflug 1948)

## Unbemannte Flugzeuge
- Jakowlew Ptschela (Biene)

## Schreibweise
Bei der Bezeichnung der Flugzeugtypen sind zwei verschiedene Schreibweisen geläufig: „Jak“ und „Yak“. Ausgehend von der direkten Transkription des kyrillischen Alphabetes in die deutsche Sprache ist die Übersetzung von „Як“ in „Jak“ korrekt. „Yak“ hingegen entspricht der Transkription ins Englische.